# Lionycteris
Lionycteris là một chi động vật có vú trong họ Dơi mũi lá, bộ Dơi. Chi này được Thomas miêu tả năm 1913. Loài điển hình của chi này là Lionycteris spurrelli Thomas, 1913.

## Các loài
Chi này gồm các loài: